# Vaticaanse Musea
De Vaticaanse Musea (Italiaans: I Musei Vaticani) zijn een groep musea in de Apostolische Paleizen waarin de kunstschatten van het Vaticaan te bezichtigen zijn. Deze collectie is in de loop der eeuwen ontstaan doordat pausen kunstwerken aankochten, lieten vervaardigen of veroverden.

## Geschiedenis en collectievorming
Onder paus Sixtus IV, tevens opdrachtgever tot de bouw van de Sixtijnse Kapel, werd de aanzet gegeven tot de bouw van het eerste museum. Dit museum werd gebouwd naar een ontwerp van Donato Bramante. Pas later werd de volle omvang van het bezit van de pausen duidelijk. De huidige musea, verdeeld in afdelingen, ontstonden pas in de 18e en 19e eeuw.
In de 'Sala delle Muse' bevindt zich de best bewaarde buste van Perikles en in de aansluitende zaal, de 'Sala degli Animale', bevindt zich een beeld van Meleager.
Op de 'Cortile e Belvedere', een binnenplaats, staat de Laocoön-groep. Paus Julius II kocht deze bij een opgraving in 1506 van een boer, waarna het een icoon voor de burgers van Rome werd. Deze beeldengroep heeft onder meer Michelangelo geïnspireerd bij het schilderen en beeldhouwen van zijn kronkelende lichamen.

## Hoogtepunten
In de musea bevinden zich een aantal kunstwerken en ruimtes die tot icoon verworden zijn.
De belangrijkste zijn:
- de Sixtijnse Kapel, waarvan het plafond en de achtermuur door Michelangelo zijn beschilderd, deze ruimte is tijdens conclaven en andere religieuze bijeenkomsten gesloten voor bezoekers.
- de Laocoön-groep
- de Kaartengalerij
- de Stanza della Segnatura, beschilderd door Rafael in opdracht van Paus Julius II.
- de Vaticaanse Pinacotheek, een schilderijengalerij

## Musea
De musea bezitten veel werken uit de Renaissance schilderkunst zoals van Perugino, Giotto, Leonardo da Vinci en Rafael.
Enkele belangwekkende van de Vaticaanse musea worden hieronder besproken.

### Pio-Clementino Museum
Het Pio-Clementino Museum beschikt over veel beelden. Paus Clemens XIV begon het museum (Museo Pio-Clementino) in 1771. Het heeft veel Griekse en Romeinse sculpturen zoals de Laocoöngroep, de Apollo van Belvedère, de Apollon Sauroktonos en de Hermeskop van Praxiteles en Apoxyomenos van Lysippus.
Het belangwekkende museum bezit onder meer de graftomben van de ouders van Constantijn de Grote, een voor de Katholieke kerk belangrijke keizer. Ook is hier een overblijfsel van de inboedel van keizer Nero's Domus Aurea (Gouden Huis) te zien.
Het museum bestaat uit 54 zalen, onder andere de:
- Sala a Croce Greco
- Sala Rotonda
- Galleria delle Statue
- Galleria dei Busti
- Gabinetto delle Maschere
- Sala delle Muse
- Sala degli Animali
- Sixtijnse Kapel

### Chiaramontimuseum
De door paus Pius VII Chiaramonti opgezette en naar hem genoemde afdeling 'Museo Chiaramonti' is eigenlijk een 300 meter lange gang, waarin zich de bustes en beelden van belangrijke figuren bevinden. De tevens onder zijn pontificaat gebouwde 'Braccio Nuovo' (Nieuwe Vleugel), gebouwd tussen 1817 en 1822 door Raffaele Stern, bezit een serie klassieke beeldhouwwerken, die als topstukken gezien kunnen worden. Een kopie van Polykleitos' Lansdrager siert deze gang, evenals de Augustus van Prima Porta, een beeld van keizer Augustus als eeuwig jonge overwinnaar. Hier bevindt zich ook het beeld Rivier de Nijl.
De Galleria Lapidaria is een ander deel van het Chiaramonti Museum met meer dan 3000 stenen tabletten met inscripties. Dit gedeelte is beperkt toegankelijk.

### Gregoriano Etrusco Museum
Paus Gregorius XVI begon het Museo Gregoriano Etrusco in 1836. Het museum omvat acht galeries met belangrijke Etruskische stukken zoals vazen, sarcofagen en de Guglielmi Collectie.

### Egiziano Museum
Begonnen door paus Gregorius XVI in 1839. Het Museo Egiziano bevat een grote collectie Oudegyptische voorwerpen zoals papyri, de De Grassi-collectie, mummies en het Egyptisch Dodenboek.
Hierin bevinden zich kunstschatten uit het Vaticaan zelf, uit de Villa Hadriana en de Capitolijnse Musea.

### Museo del Tesoro di San Pietro
Deze collectie bevat de historische kerkschat (gewijde juwelen zoals kruizen en kerkzilver) van de kerk.

## Stanze di Raffaello
Op de eerste verdieping bevinden zich de Stanze di Raffaello (Kamers van Rafaël), ze zijn zeer bekend. Deze zalen werden gedecoreerd door Rafaël Santi, in opdracht van Paus Julius II.
- Stanza della Segnatura
- Stanza van Heliodorus (Stanza di Eliodoro) (1511-1514) Het thema van de Stanza di Eliodoro is de bescherming die God aan zijn Kerk verleent. Dit thema wordt uitgewerkt in vier symbolische voorbeelden: de Val van Eliodorus in de tempel te Jerusalem, de Mis van Bolsena, de Bevrijding van Petrus uit de gevangenis en de Ontmoeting van paus Leo de Grote met Attila.
- Stanza van de Borgobrand (Stanza dell'incendio di Borgo) (1514-1517)
- Sala di Costantino (1517-1524) In de ontvangstzaal zijn afgebeeld de Openbaring van het Kruis (gemaakt door Giulio Romano), de Slag bij de Milvische Brug (van Giulio Romano), Doop van Constantijn (van Francesco Penni), Constantijn schenkt Rome aan de paus (van Giulio Romano en Francesco Penni).

## Bereikbaarheid
De ingang van de Vaticaanse musea is gelegen aan de Viale Vaticano. Bereikbaar 500 meter rechts vanaf de Sint-Pietersbasiliek. Metro: Cipro-Musei Vaticani.